# Лікувально-реабілітаційний центр Кандакаду
Лікувально-реабілітаційний центр Кандакаду, раніше відомий як Центр реабілітації наркозалежних Кандакаду — це реабілітаційний центр, розташований у Веліканді в окрузі Полоннарува в Північно-Центральній провінції Шрі-Ланки. Він підпорядковується Бюро генерального комісара з питань реабілітації при міністерстві юстиції. Цей реабілітаційний центр використовується для лікування наркозалежних, а також використовувався для лікування хворих на COVID-19 разом із реабілітаційним центром Сенапура. У 2014 році центр було перетворено на наркологічний реабілітаційний центр для лікування наркозалежних шляхом надання консультацій, професійної освіти та навчання.
У березні 2020 року реабілітаційний центр був запропонований урядом Шрі-Ланки як один із основних карантинних центрів для проведення ПЛР-тестів для пасажирів і туристів із зарубіжних країн під час пандемії COVID-19. Уряд Шрі-Ланки запровадив обов'язкові вказівки для іноземних пасажирів пройти 14-денну обов'язкову самоізоляцію в центрі. Армія Шрі-Ланки у співпраці з міністерством охорони здоров'я модернізувала приміщення центру, встановивши необхідні медичні інструменти, засоби зв'язку Wi-Fi, термометри, пральню та розважальні засоби для пацієнтів.
У липні 2020 року центр став новим епіцентром епідемії COVID-19 на Шрі-Ланці, де в липні було зареєстровано понад 300 випадків хвороби. 9 липня 2020 року армія Шрі-Ланки перетворила карантинний центр на лікарню для хворих на COVID-19, яка була розміщена в реабілітаційному центрі Кандакаду.

## Кластер COVID-19
7 липня було зафіксовано новий випадок COVID-19 у в'язниці Велікада, куди 27 червня перевели утримуваного з центру лікування та реабілітації для залежних від наркотиків і контрольованих речовин в Східному Кандакаду до в'язниці. 9 липня 2020 року позитивний результат тестування на COVID-19 був зареєстрований у рекордної кількості у 253 утримуваних у Центрі лікування та реабілітації Кандакаду. 10 липня 2020 року загалом у 283 осіб у Центрі лікування та реабілітації Кандакаду було виявлено позитивний результат тесту на COVID-19. Центр став новим кластером COVID-19 в країні.